# Alfredo Alonso-Allende Arregui
Alfredo Alonso-Allende Arregui fue un benefactor vizcaíno nacido en Bilbao (Vizcaya, España) el 5 de septiembre de 1880. No confundir con Alfredo Alonso-Allende Yohn, escritor guechotarra.
Ingeniero de minas, no ejerció su profesión. En la década de 1940-50 donó 5 millones de pesetas al Hospital Civil de Bilbao para la construcción de un pabellón, que lleva su nombre y en cuya terraza se alza un busto en bronce a su memoria, obra de Ricardo Iñurria.